# Panamerikanische Spiele 2019/Leichtathletik – Marathon der Männer
Der Marathonlauf der Männer bei den Panamerikanischen Spielen 2019 fand am 27. Juli im Parque Kennedy in der peruanischen Hauptstadt Lima statt.
18 Läufer aus 14 Ländern nahmen an dem Lauf teil. Die Goldmedaille gewann Cristhian Pacheco nach 2:09:31 h, was auch ein neuer Rekord der Panamerikanischen Spiele war. Silber ging an José Luís Santana mit 2:10:54 h und die Bronzemedaille gewann Juan Joel Pacheco mit 2:12:10 h.

## Rekorde
Vor dem Wettbewerb galten folgende Rekorde:
| Weltrekord        | Eliud Kipchoge | 2:01:39 h | Berlin-Marathon, Deutschland                  | 16. September 2018 |
| Rekord der Spiele | Jorge González | 2:12:43 h | Panamerikanische Spiele in Caracas, Venezuela | 28. August 1983    |

## Ergebnis
27. Juli 2019, 9:30 Uhr
| Platz | Athlet               | Land                         | Zeit (h)   |
| ----- | -------------------- | ---------------------------- | ---------- |
|       | Cristhian Pacheco    | Peru                         | 2:09:31 PR |
|       | José Luís Santana    | Mexiko                       | 2:10:54 PB |
|       | Juan Joel Pacheco    | Mexiko                       | 2:12:10    |
| 4     | Augustus Maiyo       | Vereinigte Staaten           | 2:12:25 PB |
| 5     | Derlis Ayala         | Paraguay                     | 2:12:54 PB |
| 6     | Willy Canchanya      | Peru                         | 2:13:22    |
| 7     | Nicolás Cuestas      | Uruguay                      | 2:13:59 PB |
| 8     | Segundo Jami         | Ecuador                      | 2:14:14    |
| 9     | Miguel Ángel Barzola | Argentinien                  | 2:17:18    |
| 10    | Williams Julajuj     | Guatemala                    | 2:17:21 PB |
| 11    | Wellington Bezerra   | Brasilien                    | 2:17:33    |
| 12    | Eduardo Garcia       | Amerikanische Jungferninseln | 2:19:12    |
| 13    | Mariano Mastromarino | Argentinien                  | 2:20:15    |
| 14    | Aaron Braun          | Vereinigte Staaten           | 2:21:55    |
| 15    | John Tello           | Kolumbien                    | 2:27:15    |
| 16    | Juan Carlos Trujillo | Guatemala                    | 2:28:18    |
|       | Leslie Encina        | Chile                        | DNF        |
|       | Jeison Suárez        | Kolumbien                    | DNF        |